# Белок XK
XK, или предше́ственник гру́ппы кро́ви Келл, — белок, обнаруженный на эритроцитах и клетках других тканей человека. Отвечает за антиген Kx, помогает определить группу крови человека.

## Ген
Ген XK расположен на Х-хромосоме (цитогенетическая полоса Xp21.1). Отсутствие белка XK является X-сцепленным заболеванием. Мутация белка XK может приводить к развитию синдрома Маклеода, мультисистемному расстройству, характеризующемуся гемолитической анемией, миопатией, акантоцитозом (деформацией эритроцитов) и хореей.

## Функция белка
XK — транспортный мембранный белок с неизвестной функцией. Предположительно он отвечает за транспорт бивалентных катионов через мембрану клетки, с чем связывают деформацию эритроцитов при нарушении его структуры. На мембране эритроцитов и миоцитов KX ковалентно связан через дисульфидные мостики с белком Kell (ферментом, конвертирующим эндотелин-3). По-видимому, KX не ассоциирован с Kell на мембране нервных клеток.

## Клиническая значимость
Расположенный на белке XK антиген Kx играет важную роль при определении совместимости при переливании крови.